# Bill McKinney
Pour les articles homonymes, voir McKinney.
Bill McKinney, né le 12 septembre 1931 à Chattanooga, dans le Tennessee (États-Unis) et mort le 1er décembre 2011, est un acteur américain.

## Biographie
Bill McKinney est né à Chattanooga en Tennessee. Il eut une vie errante étant enfant, il dut se déplacer douze fois. Une fois quand sa famille déménagea du Tennessee en Géorgie, il a été battu par une bande et jeté dans un ruisseau. 
À l'âge de 19 ans, il s'enrôle dans la Marine pendant la Guerre de Corée. Il a servi deux ans sur un dragueur de mines dans les eaux de Corée, tout en étant en poste à Port Hueneme dans le Comté de Ventura en Californie. 
Son rôle le plus marquant est celui où il violait Ned Beatty en le forçant à couiner comme une truie dans Délivrance. 
Il interprète Jack Van Hay, le bourreau et contrôleur de la chaise électrique dans le film La Ligne verte.
Il a un fils nommé Clinton McKinney.
Il meurt le 1er décembre 2011 d'un cancer de l'œsophage à San Fernando en Californie.

## Filmographie

### Cinéma
- 1967 : She Freak (en) de Byron Mabe : Steve St.John
- 1968 : The Road Hustlers de Larry Jackson : Hays
- 1968 : Les Cinq Hors-la-loi (Firecreek) de Vincent McEveety : Bearded gunfighter
- 1970 : Angel Unchained (en) de Lee Madden : Shotgun
- 1972 : Délivrance (Deliverance) de John Boorman : Mountain Man
- 1972 : Junior Bonner, le dernier bagarreur (Junior Bonner) : Red Terwiliger
- 1972 : Juge et Hors-la-loi (The Life and Times of Judge Roy Bean) : Fermel Parlee (Jackson gang / Bean marshal)
- 1973 : Dynamite Jones (Cleopatra Jones) : Purdy
- 1973 : Échec à l'organisation (The Outfit) de John Flynn : Buck
- 1974 : Le Canardeur (Thunderbolt and Lightfoot) de Michael Cimino : Crazy Driver
- 1974 : À cause d'un assassinat (The Parallax View) d'Alan J. Pakula : Parallax Assassin
- 1974 : Ma femme est dingue (For Pete's Sake) de Peter Yates : Rocky
- 1975 : Le Solitaire de Fort Humboldt (Breakheart Pass) de Tom Gries : Rev. Peabody
- 1976 : Josey Wales hors-la-loi (The Outlaw Josey Wales) de Clint Eastwood : Terrill
- 1976 : Cannonball! de Paul Bartel : Cade Redman
- 1976 : Le Dernier des géants (The Shootist) de Don Siegel : Jay Cobb (owner, Cob's Creamery)
- 1977 : Valentino de Ken Russell : Jail Cop
- 1977 : L'Épreuve de force (The Gauntlet) de Clint Eastwood : Constable
- 1978 : Doux, dur et dingue (Every Which Way But Loose) de James Fargo : Dallas
- 1979 : When You Comin' Back, Red Ryder? de Milton Katselas : Tommy Clark
- 1980 : Bronco Billy de Clint Eastwood : Lefty LeBow
- 1980 : Carny de Rod Taylor : Marvin Dill
- 1980 : Ça va cogner (Any Which Way You Can) de Buddy Van Horn : Dallas, Black Widow
- 1981 : St. Helens de Ernest Pintoff : Kilpatrick
- 1982 : Tex de Tim Hunter : Pop McCormick
- 1982 : Rambo (First Blood) de Ted Kotcheff : State Police Capt. Dave Kern
- 1983 : Pied au plancher (Heart Like a Wheel) de Jonathan Kaplan: Don 'Big Daddy' Garlits
- 1984 : Contre toute attente (Against All Odds) de Taylor Hackford : Head Coach Stassen
- 1985 : Final Justice de Greydon Clark : Chief Wilson
- 1988 : Under the Gun de James Sbardellati : Miller
- 1988 : Jeu de guerre (War Party de Franc Roddam : The Mayor
- 1989 : Kinjite, sujets tabous (Kinjite: Forbidden Subjects) de Jack Lee Thompson : Father Burke
- 1989 : Pink Cadillac de Buddy Van Horn : Coltersville Bartender
- 1990 : Retour vers le futur III (Back to the Future Part III) de Robert Zemeckis : Engineer
- 1994 : L'Or de Curly (City Slickers II: The Legend of Curly's Gold) de Paul Weiland : Matt
- 1995 : Lone Justice 2 de Jack Bender : Verlon Borges
- 1998 : Un privé à L.A. (Where's Marlowe?) de Daniel Pyne : Uncle Bill
- 1999 : La Ligne verte (The Green Mile) de Frank Darabont : Jack Van Hay
- 2000 : Paradise de Jonathan Flora : Kerr
- 2003 : True Legends of the West de Bill McNally : The Mayor
- 2003 : Hellborn de Philip J. Jones : Gas Station Attendant
- 2003 : Les Looney Tunes passent à l'action (Looney Tunes: Back in Action) de Joe Dante : vice-président ACME à l'ergotage
- 2004 : L'Autre rive (Undertow) de David Gordon Green : Grandfather
- 2005 : 2001 Maniacs de Tim Sullivan : The Chef
- 2006 : The Bliss de Laurence Patrice Nadler : Mr. Hill
- 2006 : The Garage de Carl Thibault : Bernie
- 2006 : The Devil Wears Spurs de Charlton Thorp : Barkeeper
- 2007 : Take de Charles Oliver : Bengamin Gregor
- 2007 : Lucky You de Curtis Hanson : la caissier
- 2007 : Ghost Town : The movie de Jeff Kennedy et Dean Teaster : Victor Burnett
- 2008 : Le Prix de la loyauté (Pride and glory) de Gavin O'Connor : policier
- 2009 : Fuel d'Oktay Ortabasi : Jake
- 2010 : Comment savoir (How do you know) de James L. Brooks : le maître d'hôtel
- 2011 : The custom Mary de Matt Dunnerstick : The Silent Boss

### Télévision
- 1971 : Alias Smith and Jones (TV) : Lobo
- 1974 : Columbo : Le Chant du cygne (Swan Song) (série télévisée) : Luke Basket
- 1974 : Exécuté pour désertion (The Execution of Private Slovik) (TV) : Sergeant
- 1974 : The Underground Man (TV) : Willy Coggins
- 1974 : The Healers (TV) : Mr. Brown
- 1974 : Le Visiteur de la nuit (The Strange and Deadly Occurrence) (TV) : Pratt
- 1974 : The Godchild (TV) : Cpl. Crawley
- 1974 : This Is the West That Was (TV) : Drago Wellman
- 1975 : Strange New World (TV) : Badger
- 1977 : Christmas Miracle in Caufield, U.S.A. (TV) : Willie
- 1981 : Bret Maverick (TV) : Ramsey Bass, Cardplayer / Bank Robber
- 1990 : The China Lake Murders (TV)
- 1992 : Baywatch: River of No Return (TV) : Drew
- 1993 : Ned Blessing: The Story of My Life and Times (en) (série télévisée) : Verlon Borgers
- 1993 : La Garce (Love, Cheat & Steal) (TV) : Kolchak
- 1996 : En souvenir de Caroline (A Promise to Carolyn) (TV) : Butch Maggart
- 1996 : It Came from Outer Space II (TV) : Roy Minter